# احمدعلی رصدی
احمدعلی رصدی عضو هیات سیاسی و از افسران سازمان نظامی حزب توده ایران پیش از وقایع منتهی به کودتای ۲۸ مرداد بود. پس از پیروزی انقلاب ۱۳۵۷ به ایران بازگشت و در قتل‌عام سال ۶۷ اعدام شد.

## فرار به شوروی
احمدعلی رصدی افسر توپخانه و فارغ‌التحصیل از دانشکده افسری بود. او قبل از وقایع قیام افسران خراسان در سال ۱۳۲۴ به اتفاق سرهنگ عبدالرضا آذر و عده‌ای از افسران توده‌ای متواری و به اتحاد جماهیر شوروی پناهنده شد. او در پی غائله آذربایجان به ایران برگشت و به فرماندهی پادگان نظامی فرقه دموکرات آذربایجان در رضائیه منصوب شد. با سرکوب غائله آذربایجان توسط ارتش شاهنشاهی ایران، در آذر ۱۳۲۵ دوباره به اتحاد جماهیر شوروی فرار کرد. او در آن‌جا مسئول تشکیلات حزب توده در اتحاد جماهیر شوروی شد.

## بعد از انقلاب
در تاریخ ۱۷ بهمن ۱۳۶۱ بیش از ۵۰ نفر از اعضای رهبری و کادرهای فعال حزب توده از جمله احمدعلی رصدی توسط سپاه پاسداران به اتهام «جاسوسی» دستگیر و در زندان توحید به زیر شکنجه برده شدند. رصدی وادار به حضور در مقابل دوربین تلویزیون و اقرار و اعتراف علیه خود و حزب توده شد.
او در قتل‌عام سال ۶۷ در زندان اوین، اعدام شد.